# Grimualdo da Baviera

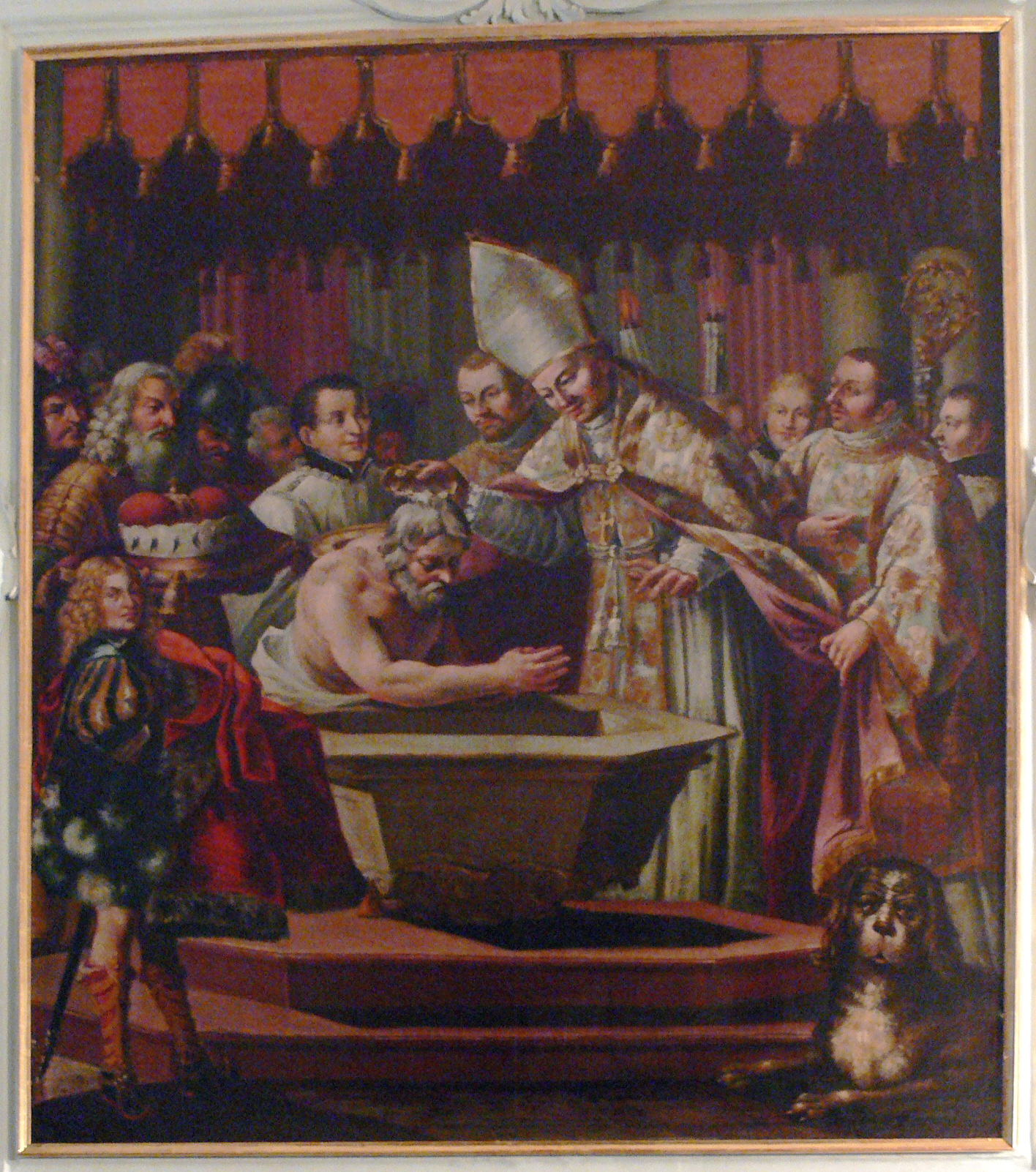
Geimuldo

Grimualdo (Grimwald; morto em 725) foi duque da Baviera de cerca de 715 até a sua morte. O mais jovem dos quatro filhos de Teodão da Baviera e sua esposa, Folcaida, tio de Suniquilda, segunda esposa de Carlos Martel, inicialmente reinou com conjunto com seus irmãos, Teodoberto e Tassilo II até assumir sozinho o trono, por volta de 719. Seu pai dividiu o principado, após envolver seus dois filhos mais velhos com o reinado do ducado em 715; após a morte de Teodão, em 716, o ducado dividido caiu em guerra civil e todos os irmãos, com a exceção de Grimualdo, estavam mortos em 719. Não se sabe se a divisão do ducado foi territorial ou consistiu de um esquema de divisão de poder, porém se foi o primeiro caso a ter ocorrido, acredita-se que a capital de Grimualdo estivesse localizada em Frisinga, que ele posteriormente favoreceu como sede da diocese, ou Salzburgo, que ele tratou posteriormente como uma espécie de capital de fato (Vita Corbiniani).
Foi Grimualdo que convenceu São Corbiniano a vir para a Baviera em 724 para evangelizar a população local. Grimualdo havia se casado com a viúva de sueu irmão, Biltrude (Pilitrud), o que era considerado incesto pela lei canônica. Corbiniano prontamente denunciou o duque, que já havia se arrependido e abandonou a religião. Sua fúria obrigou Corbiniano a fugir e, no ano seguinte, Carlos Martel invadiu a Baviera, levando consigo Biltrude e Swanachild, matando Grimualdo em combate.